# Acacia cucuyo
Acacia cucuyo är en ärtväxtart som beskrevs av Rupert Charles Barneby och Zanoni. Acacia cucuyo ingår i släktet akacior, och familjen ärtväxter. Inga underarter finns listade i Catalogue of Life.